# Pitoni
Pitonii (Pythonidae) sunt o familie de șerpi neveninoși, răspândiți în regiunile tropicale din Africa și din Sudul Asiei, Australia și în câteva insule din vestul Pacificului, unii (Python reticulatus) atingând o lungime  de 10 m și o greutate de aproximativ 100 kg; se hrănesc cu mamifere și păsări (pe care le omoară prin sufocare, încolăcindu-se în jurul lor); prezintă rudimente de membre posterioare.
Unele specii de piton sunt vânate pentru pielea folosită în industria încălțămintei și în marochinărie. Au fost numiți după șarpele gigant Phyton, șarpe fabulos ucis de Apollo, care avea darul profeției.

## Taxonomie
Familia pitonilor (Pythonidae) conține 9 genuri și 41 specii:
- Genul Antaresia

Antaresia childreni - Pitonul lui Children
Antaresia maculosa
Antaresia perthensis
Antaresia stimsoni
- Genul Apodora

Apodora papuana
- Genul Aspidites

Aspidites melanocephalus - Pitonul cu cap negru
Aspidites ramsayi
- Genul Bothrochilus

Bothrochilus boa
- Genul Broghammerus (este inclus de unii autori în  genul Python)

Broghammerus reticulatus (Python reticulatus) - Pitonul reticulat
Broghammerus timoriensis (Python timoriensis)
- Genul Leiopython

Leiopython albertisii
Leiopython bennettorum
Leiopython biakensis
Leiopython fredparkeri
Leiopython hoserae
Leiopython huonensis
- Genul Liasis

Liasis fuscus
Liasis mackloti
Liasis olivaceus
- Genul Morelia

Morelia amethistina
Morelia boeleni
Morelia bredli
Morelia carinata
Morelia clastolepis
Morelia kinghorni
Morelia mippughae
Morelia nauta
Morelia oenpelliensis
Morelia spilota - Pitonul-tapet
Morelia tracyae
Morelia viridis - Pitonul verde de copac
- Genul Python (Unii autori includ în acest gen și cele 2 specii din genul Broghammerus: Broghammerus (Python) reticulatus, Broghammerus (Python) timoriensis)

Python anchietae
Python bivittatus
Python breitensteini
Python brongersmai
Python curtus
Python kyaiktiyo
Python molurus - Șarpele-tigru, Pitonul birmanez
Python natalensis
Python regius - Pitonul regal, Piton-bilă
Python sebae - Pitonul african de stâncă
† Python europaeus